# День менструальної гігієни
День менструальної гігієни — щорічний захід (28 травня) з метою звернути увагу суспільства на важливість та проблеми менструальної гігієни у всьому світі.
День був заснований у 2014 році німецькою громадською організацією «WASH United», щоб підвищити обізнаність про менструальну гігієну і привернути питання до доступності до засобів менструальної гігієни для жінок і дівчат у всьому світі. Дата 28 травня обрана символічно: травень — 5-й місяць року (менструація у середньому триває 5 днів), а менструальний цикл складає в середньому 28 днів.

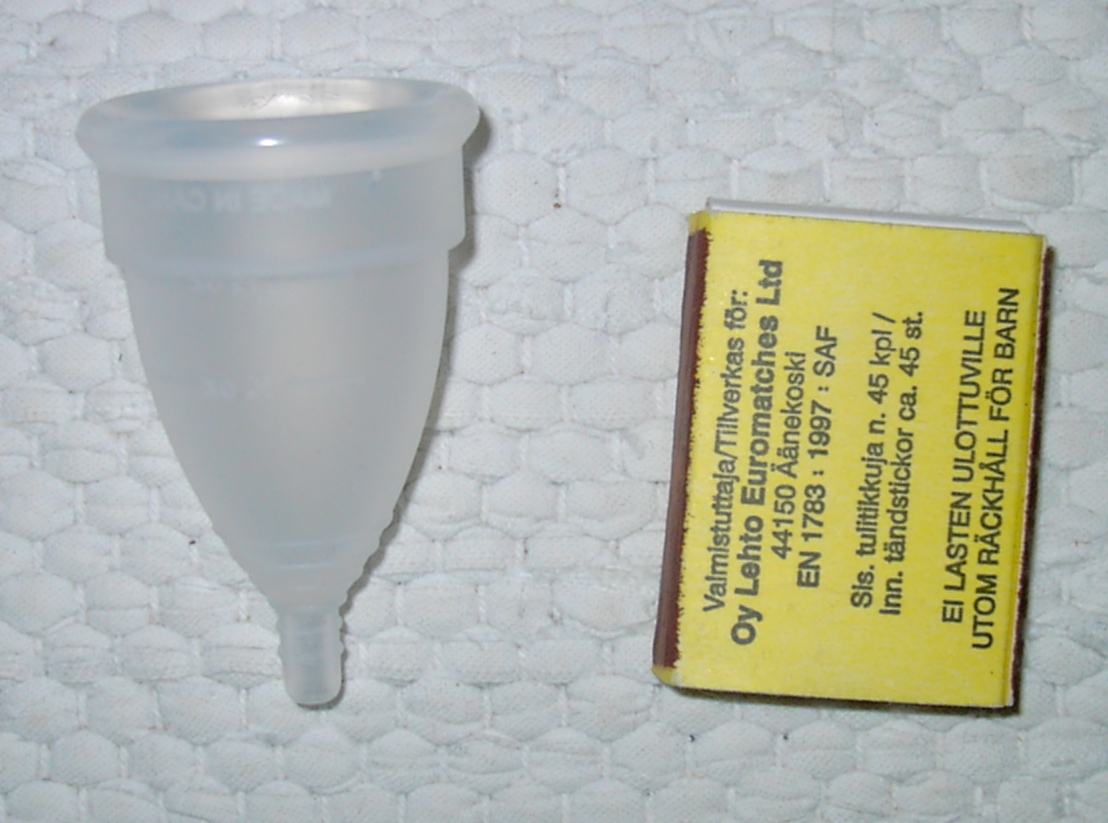
Менструальна чаша

У країнах з низьким рівнем доходу вибір засобів менструальної гігієни для дівчат і жінок часто обмежений витратами на їх придбання, а також доступністю засобів та соціальними нормами (табуювання менструації).
Однією з частин рішення є адекватні санітарно-гігієнічні засоби та доступ до засобів менструальної гігієни (менструальних та щоденних прокладок, тампонів, менструальних чаш). Не менш важливим є створення культури, яка вітає обговорення і створює адекватну сексуальну освіту для дівчаток. Дослідження показали, що, не маючи доступу до продуктів менструальної гігієни, дівчата можуть не відвідувати школу до 7 днів на місяць, вимушені проводити дні менструації вдома.
Щороку «WASH United» разом з партнерськими організаціями проводить заходи, які мають на меті знищити табу навколо теми менструації та надати доступ до гігієнічних засобів і процедур якомога більшій кількості жінок на планеті.
День менструальної гігієни створює привід для оприлюднення інформації в ЗМІ, включаючи соціальні медіа. Громадські інформаційні кампанії можуть допомогти залучити осіб, що приймають рішення, до політичного діалогу. Цей день дає можливість активно виступати за інтеграцію менеджменту менструальної гігієни в глобальну, національну та місцеву політику та програми.

## Термінологія
Прийнятим визначенням управління менструальною гігієною є:
- Жінки та дівчата-підлітки використовують чистий матеріал для поглинання або збору менструальної крові, і цей матеріал може бути змінений у приватному житті так часто, як це необхідно для тривалості менструації.
- Використання мила і води для миття тіла, якщо потрібно;
- Наявний доступ до засобів для утилізації використаних матеріалів.

Термін «менструальне здоров'я» ширший, ніж менструальна гігієна. Він охоплює як практику менструальної гігієни, так і більш широкі системні фактори, які пов'язують менструацію зі здоров'ям, добробутом, гендером, освітою, справедливістю, розширенням прав і прав людини для жінок (зокрема, правом людини на воду та санітарію).

## Проблеми, пов'язані з менструацією
День менструальної гігієни викликали до життя численні проблеми та перешкоди для жінок, пов'язані з менструацією. Серед них такі, як:
- широке табуювання менструації у соціумі та приватному житті (наприклад, вживання евфемізмів замість слова «менструація», навіть у рекламі засобів для менструальної гігієни, замовчування теми, виховання сорому щодо менструації та уявлень про цей фізіологічний процес як про «брудний», «недостойний», «неприйнятний»),
- шкільний булінг, пов'язаний з менструацією,
- харасмент та насильство, пов'язані з менструацією (домагання до жінок під час менструації, зґвалтування, порнографія на менструальну тематику),
- мала доступність якісних чи взагалі будь-яких (у країнах, що розвиваються) засобів менструальної гігієни,
- брак медичної допомоги і дослідницької уваги до порушень менструального циклу;
- ігнорування погіршень здоров'я жінок, що менструюють (незмога отримати вихідний, звільнення від уроку фізкультури, брати участь у змаганнях),
- дискримінація на основі менструації (відсторонення від змагань та конкурсів, заборона брати участь у релігійних ритуалах чи відвідувати місця поклоніння й служіння; релігійно та культурно спричинені заборони займатись певними видами діяльності: кулінарією, сексом тощо);

## Цілі дня менструальної гігієни
День менструальної гігієни покликаний слугувати платформою для об'єднання окремих осіб, організацій, соціального бізнесу та засобів масової інформації для створення єдиного і сильного голосу для жінок і дівчат у всьому світі, допомагаючи розірвати мовчання щодо управління менструальною гігієною.
Цілі:
- Вирішення проблем та труднощів, з якими стикаються багато жінок і дівчат під час менструації,
- Висвітлення позитивних та інноваційних рішень, що приймаються для вирішення цих проблем,
- Каталізація зростаючого глобальний руху визнання і підтримки прав дівчат і жінок і вибудовування партнерств на національному і місцевому рівнях,
- Залучення до політичного діалогу та активне просування інтеграції менеджменту менструальної гігієни в глобальну, національну та місцеву політику та програми,
- Створення приводів для роботи з медіа, включаючи соціальні медіа.

День менструальної гігієни є зростаючим рухом, що сприяє підвищенню рівня обізнаності про тіло, а також про гендерну рівність.

## Історія
У 2012 році кілька важливих груп, задіяних у сфері охорони здоров'я, почали порушувати мовчання щодо менструальної гігієни і звертати увагу на цю проблему у всьому світі, включаючи організаторів на низовому рівні, соціальних підприємців та агентства ООН.
У травні 2013 року компанія WASH United використала 28-денну кампанію соціальних медіа, наприклад, у Твіттері, під назвою «May #MENSTRAVAGANZA», щоб підвищити обізнаність про менструацію та менструальну гігієну в рамках ініціатив у сфері водопостачання, санітарії та гігієни.
Ті, хто беруть участь у кампанії соціальних медіа, включаючи WASH Advocates, Girls 'Globe і Ruby Cup, були схвильовані позитивними відгуками для «May #MENSTRAVAGANZA» і вирішили створити глобальний день знань про менструацію.
28 травня 2014 року багато людей у всьому світі вперше відзначали День гігієни менструальних заходів за допомогою мітингів, виставок, кінопоказу, семінарів та виступів. У першій день менструальної гігієни було залучено 145 партнерських організацій.
У 2015 році хештег-кампанія в соціальних медіа висвітлила подвійні соціальні норми щодо тілесності жінок і чоловіків з тегом #IfMenHadPeriods.
Кампанія WaterAid, випущена до Дня менструальної гігієни, поширювала відео, де чоловіки пишаються тим, що мають місячні, і використовували «Manpons» замість тампонів. Кампанія допомогла «підвищити рівень обізнаності для жінок, які не мають доступу до безпечної води, гігієни та санітарії». Інший аспект кампанії полягає в залученні людей до бесіди, щоб «допомогти вирішити стигму в більшості патріархальних суспільств і заохотити жінок і дівчат прийняти свій цикл з гордістю, а не ганьбою».
У Уганді святкування 2015 року розпочалося з походу до парламенту, де був підписаний статут з МОЗ, після чого марш продовжувався до Національного театру для презентацій початкових і середніх шкіл.
У 2017 році в 54 країнах було проведено приблизно 350 громадських заходів, включаючи діяльність у школах, громадські збори, концерти для підвищення обізнаності, державний правозахист та пожертвування. Однією з найактивніших країн була Індія, де пройшли 67 заходів.